# Bruinrood hoorntjeswier
Bruinrood hoorntjeswier (Ceramium botryocarpum) is een roodwier dat behoort tot de familie Ceramiaceae van de orde Ceramiales.

## Beschrijving
Bruinrood hoorntjeswier is een kleine draadvormige vertakte alg, steenrood van kleur, die in bosjes groeit tot een maximale hoogte van 12 cm. De axiale takken bestaan uit grote tonvormige cellen, die onregelmatig dichotoom vertakken. De thallustoppen zijn matig tot vrij sterk ingebogen. De assen zijn bedekt met kleine schorscellen die een volledige cortex over de filamenten vormen. De assen lijken gestreept vanwege de dunnere bedekking van corticale cellen aan de internodiën. In tegenstelling tot bepaalde andere Ceramium-soorten heeft deze geen stekels.

## Verspreiding
Bruinrood hoorntjeswier komt voor in de noord-oostelijke Atlantische Oceaan.
Deze soort groeit epifytisch op overblijvende algen, zoals Cladostephus verticillatus en Laurencia pinnatifida. Ze groeien ook op ziltige rotsen, in poelen aan de kust en op open rotsen in het lagere litoraal (rond het niveau van laag water bij doodtij), vooral in leefgebieden waar grote bruine algen afwezig zijn.